# Luís Fabiano
Luis Fabiano Clemente (Campinas, 11. listopada 1980.) umirovljeni je brazilski nogometaš. Deset godina nastupao je za brazilsku nogometnu reprezentaciju.

## Vanjske poveznice
- Profil na Transfermarktu
- Profil na Soccerwayu